# Brunswickhalvön
Península Brunswick är en halvö i Chile.   Den ligger i regionen Región de Magallanes y de la Antártica Chilena, i den södra delen av landet, 2 200 km söder om huvudstaden Santiago de Chile. Arean är 6 300 kvadratkilometer.
Trakten runt Península Brunswick består i huvudsak av gräsmarker. Trakten runt Península Brunswick är nära nog obefolkad, med mindre än två invånare per kvadratkilometer.